# Nixnämnden
Nixnämnden (NIX-nämnden, tidigare DM-nämnden) är direktmarknadsföringsbranschens nämnd som bildades 1990 och arbetar för etisk marknadskommunikation. Nämnden tar emot anmälningar mot direktmarknadsföring och prövar om reklamen följer god marknadsföringsetik. Anmälningarna kan handla om telemarketing, direktreklam, mobil marknadsföring, sökordsmarknadsföring, kommersiell e-postmarknadsföring eller annan personligt riktad reklam och kommunikation.